# José Caballero

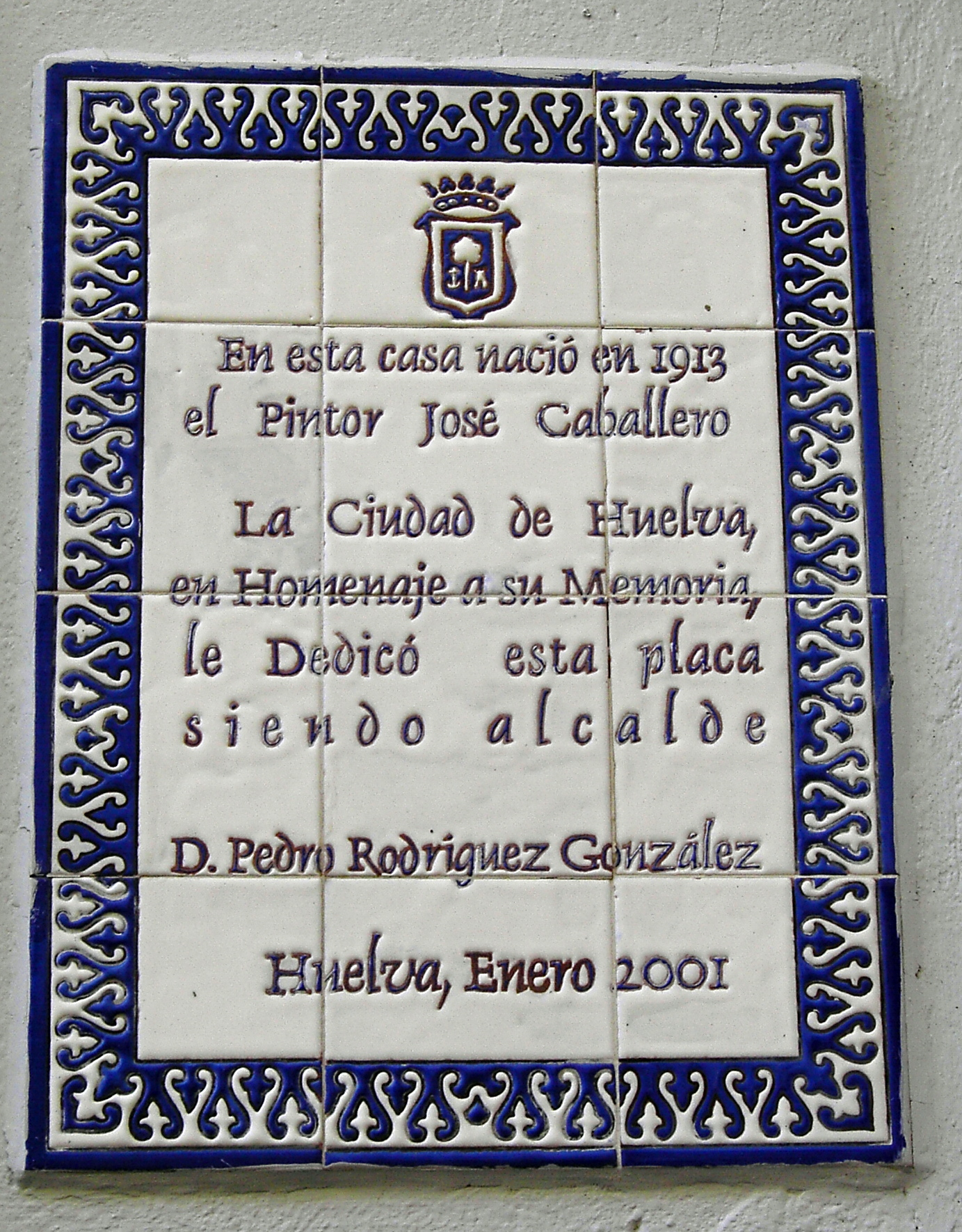
Mosaico conmemorativo en el lugar de su nacimiento.)

José Caballero y Muñoz-Caballero (Huelva, 11 de junio de 1913-Madrid, 26 de mayo de 1991) fue un pintor español del siglo XX.

## Vida y obra
Tras estudiar en el colegio de los Padres Agustinos y el bachillerato en el Instituto de Huelva, donde da muestras indudables de su capacidad para el dibujo conoce a finales de los años 20 al poeta Adriano del Valle. En 1924 fallece su padre, quedando la familia en una difícil situación económica. 
En 1930 Se traslada a Madrid para estudiar Ingeniería Industrial, que abandona dos años después para ingresar en la Escuela de Bellas Artes de San Fernando y continuar con sus clases en el estudio de Daniel Vázquez Díaz, a quien había conocido en Huelva, pintando los murales de Monasterio de la Rábida. A través de su maestro entra en contacto con los artistas e intelectuales más destacados de aquel momento. Poco tiempo después, junto a otros artistas como Federico García Lorca, colabora en el Ateneo de Huelva en una exposición tan polémica que fue clausurada a la hora de inaugurarse. 
En 1933 visita con frecuencia al pintor constructivista uruguayo Joaquín Torres García, y un año más tarde al escultor Alberto Sánchez, de quienes recibe importantes enseñanzas.
En 1934 Federico García Lorca le incorpora al Teatro Universitario "La Barraca", donde aportará diferentes dibujos para las obras de la compañía, además diseña en la Residencia de Estudiantes los decorados de la obra Historia de un soldado, y comienza su amistad con Pablo Neruda, Rafael Alberti, Miguel Hernández, Maruja Mallo o Luis Buñuel.
El año 1935 representa para el artista una etapa creativa muy ligada al surrealismo español. Así realiza tres carteles conjuntamente con Adriano del Valle en el Ateneo de Sevilla e ilustra poemas para Federico García Lorca y Pablo Neruda. También contribuye en revistas vanguardistas como Cruz y Raya, Noreste, Línea y Caballo Verde para la poesía o en la Primera Feria de dibujo organizada por la Sociedad de Artistas Ibéricos.

Con la llegada de la Guerra Civil varios de estos artistas van a exiliarse o desparecer. No así Caballero, al que la guerra le coge en Huelva y que al ser llamado a filas se dedicará a realizar mapas. Durante el Alzamiento Militar de 1936 José Caballero se alineó con los golpistas y colaboró realizando numerosas ilustraciones de la revista Vértice de Falange -1937-1946- (ver página 148 y 149 de la publicación "Arte del Franquismo" coordinada por Antonio Bonet en 1981). Tras la contienda, realiza numerosos trabajos como decorador para cine y teatro. Colabora con grandes directores de escena españoles y su trabajo queda reflejado en las numerosas fotografías sobre teatro realizadas por el fotógrafo Juan Gyenes en los años 40 y 50.

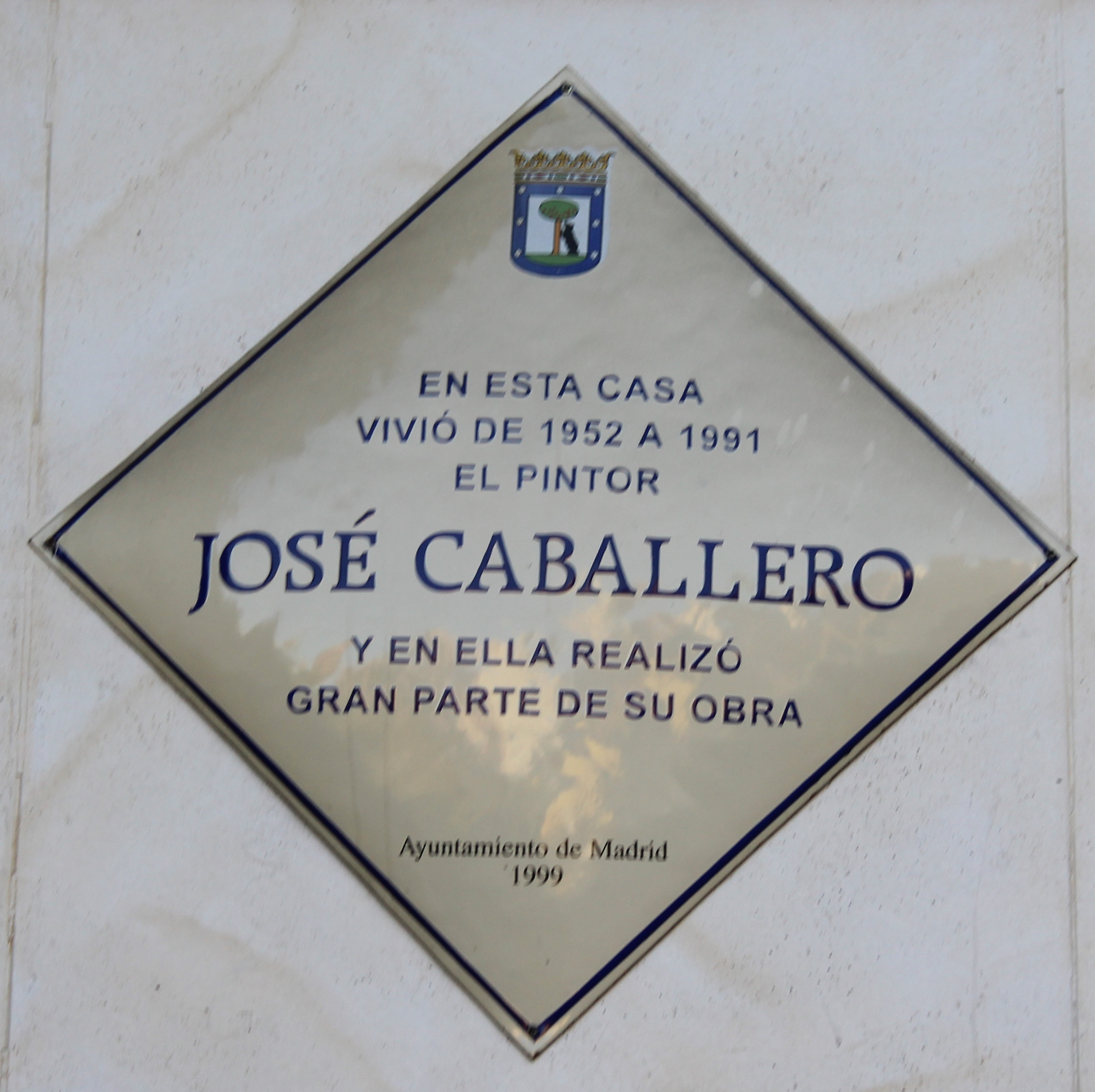
Placa en honor al pintor situado en el Edificio Bancaya de Madrid, antigua residencia de José Caballero en el que realizó parte de su obra.

En 1943 particia en una exposición colectiva en la Sala Vilches, junto con un conjunto de artistas jóvenes entre los que se encontraban: Fernando Briones Carmona, Pedro Bueno, José Caballero, Francisco Lorente Roldán, Jesús Molina, Sofía Morales y Eduardo Vicente.  En 1949 realiza una pintura para la Oficina española de turismo e ilustra diversos libros de poesía. Su éxito es notable, hasta que en 1950 es invitado a la XXV Edición de la Bienal de Venecia y realiza su primera gran muestra individual en Madrid, en la galería Clan. A partir de ahí se interesa por el expresionismo y en 1953 expone en el Museo de Arte Contemporáneo de Madrid. En 1957 conoce a Pablo Picasso en París. A partir de ahí su obra se dilata en el tiempo con aportaciones diversas fruto de viajes a diferentes países como Turquía que le llevan a probar con el geometrismo en sus obras. Las exposiciones sobre su obra serán numerosas en estos años.
En 1972 organiza una exposición antológica en Huelva, ciudad en la que años antes ha realizado diversos trabajos para la Diputación o una Caja de Ahorros. Al año siguiente una exposición suya es vetada por el Ministerio de Interior.
En 1987, como forma de defender la experimentación en el arte, fundó el grupo artístico Ruedo Ibérico, en el que se integraron los también artistas plásticos Salvador Victoria, José María Iglesias, José Luis Fajardo, Luis Caruncho, Álvaro Delgado y Águeda de la Pisa, además de los escritores y teóricos del arte José Luis Morales y José Manuel Caballero Bonald. El Grupo Ruedo Ibérico organizó varias exposiciones nacionales e internacionales, la más importante de todas la que se vio en el Centro Cultural de la Villa (Madrid) en 1991.
Falleció en Madrid el 26 de mayo de 1991, siendo enterrado en la ciudad de Alcalá de Henares.

## Filmografía

### Como diseñador o responsable de vestuario
- El escándalo
- El clavo
- Fuenteovejuna
- Las aguas bajan negras
- Teatro Apolo
- Todo es posible en Granada
- Fedra

### Como director artístico
- Parsifal
- Todo es posible en Granada

## Premios y homenajes
Medallas del Círculo de Escritores Cinematográficos
| Año  | Categoría         | Película | Resultado |
| ---- | ----------------- | -------- | --------- |
| 1951 | Mejores decorados | Parsifal | Ganador   |

- Premio Nacional de Artes Plásticas en 1984.
- Hijo Predilecto de Andalucía en 1989.
- Medalla al Mérito Artístico por el Ayuntamiento de Madrid.
- Hijo Adoptivo y Medalla de Oro de Alcalá de Henares.
- Medalla de oro de la ciudad de Huelva.
- Hijo Adoptivo de Punta Umbría.
- Calles a su nombre en Alcalá de Henares, Punta Umbría, San Pedro de Alcántara y Aljaraque.
- Instituto de Enseñanza Secundaria con su nombre en Huelva.

## Lista de instituciones con obras de José Caballero
| - Biblioteca Nacional, Madrid - Calcografía Nacional, Madrid - Colección Agencia EFE, Madrid - Colección de Arte ABANCA, La Coruña - Colección de Arte Contemporáneo AENA, Madrid - Colección Ministerio de Trabajo y Asuntos Sociales, Madrid - Fundación BBVA, Madrid - Casa-Museo Federico García Lorca, Fuente Vaqueros, Granada - Centro Andaluz del Teatro, Sevilla - Colección Caja de Ahorros, CAI, Zaragoza - Colección Félix Adelantado, Zaragoza - Colección Massaveu, Oviedo - Fundación Bartolomé March, Palma de Mallorca - Fundación Cultural Mapfre, Madrid - Fundación Cajasol, Sevilla y Huelva - Fundación García Lorca, Madrid - Fundación Juan March, Madrid - Fundación Pilar y Joan Miró, Palma de Mallorca - Fundación Rafael Alberti, El Puerto de Santa María, Cádiz - Fundación Santander Central Hispano, Madrid - Fundación Telefónica, Madrid - Museo Camón Aznar, Zaragoza - Museo de Arte Contemporáneo ACA, Tenerife - Museo de Arte Contemporáneo del Alto Aragón, Huesca - Museo de Arte Contemporáneo Español, Museo Patio Herreriano, Valladolid - Museo de Arte Contemporáneo, Sevilla - Museo de Bellas Artes de Bilbao - Museo de Bellas Artes, Vitoria - Museo de Huelva - Museo del Dibujo Castillo de Larrés, Sabiñánigo, Huesca - Museo del Grabado Contemporáneo Español, Marbella, Málaga - Museo del Teatro, Spoleto | - Museo Lázaro Galdiano, Madrid - Museo Municipal, Madrid - Museo Nacional Centro de Arte Reina Sofía, Madrid - Museo Nacional del Teatro, Almagro, Ciudad Real - Museo Popular de Arte Contemporáneo, Villafamés, Castellón - Museo Taurino, Madrid - Centro de Arte Faro de Cabo Mayor, Santander - Palacio de la Diputación, Huelva - Palacio de la Merced (sede de la Diputación Provincial), Córdoba - Palacio Municipal de Huelva - Colección Pedro Gil Mazo, Punta Umbría. - Colección Marc Ribas, Barcelona - Academia de Bellas Artes Nicolai Paulovich, Sofía (Bulgaria) - Galería Nacional de Arte Extranjero, Sofía (Bulgaria) - Museo del Centro de Investigaciones Estéticas, Turín - Colección Chase Manhattan Bank, Nueva York - Fundación Carnegie Institute Pittsburgh, Pensilvania - Texas Memorial Museum, Austin, Texas - Fundación Pablo Neruda, Santiago de Chile - Museo de Arte Contemporáneo, Managua - Museo de la Solidaridad Salvador Allende, Santiago de Chile - Museo Rufino Tamayo, México D. F. - Museo Nacional de Colombia - Museo Nacional de Bellas Artes, Guinea Ecuatorial |